# Rockfeller de Lima
Biografia Rockfeller de Lima
Rockfeller Felisberto de Lima nasceu no dia 31 de janeiro de 1932, em Travessão, 7º distrito de Campos dos Goytacazes. Filho de Antônio Felisberto de Faria e Florianita Paes de Lima.
A sua formação escolar foi em Campos, no Colégio São Salvador, onde foi presidente do Grêmio Literário Machado de Assis. No Colégio Bittencourt presidiu o Grêmio Azevedo Cruz e começou sua trajetória política como membro da Federação dos Estudantes de Campos, à qual também presidiu.
Terminado o Ensino Médio, começou a cursar Direito na Faculdade de Direito de Vitória (ES), tendo sido diretor do Centro Acadêmico Clóvis Bevilácqua, daquela instituição.

## Biografia
Formado em Direito (Ciências Jurídicas) pela Universidade Federal do Espírito Santo – UFES, foi eleito, no ano de 1958, vereador do estado do Rio de Janeiro pela cidade de Campos. Se tornou prefeito em 1964. Foi deputado federal pelo estado do Rio de Janeiro em 1966, prefeito de Campos novamente em 1970, deputado estadual pelo Rio de Janeiro em 1978, senador suplente pelo estado do Rio de Janeiro em 1986.
Em 1958, pela sigla do PTB, Rockefeller foi eleito, com 23 anos, vereador do município de Campos dos Goytacazes, tornando-se ainda o presidente da Câmara Municipal.
No ano de 1964, na qualidade de vice-prefeito pelo voto direto do município de Campos dos Goytacazes, assumiu o governo municipal, após o falecimento do então prefeito Dr. Barcelos Martins, permanecendo no cargo até 31 de janeiro de 1966.
Em 1966, teve sua candidatura a deputado federal impugnada pelo SNI (Serviço Nacional de Informações), através da Procuradoria da República. O TRE aceitou a sua impugnação. Tendo Rockefeller recorrido ao TSE, este absolveu-o por unanimidade, a quinze dias do dia de votações.
Em 1970, foi eleito prefeito de Campos, para um mandato de apenas dois anos, de acordo com a legislação da época.
Em 1978, foi eleito deputado estadual, sendo eleito também vice-presidente da ALERJ (Assembleia Legislativa do Estado do Rio de Janeiro). 
Em 1986, foi eleito senador suplente do Rio de Janeiro pelo então PFL, (1987-1995). Exerceu cargos em empresas públicas, como ALCALIS, RIO URBE e Secretaria Nacional de Planejamento do IAPAS (Autarquia financeira do antigo INPS).
Em 1996, tornou-se conselheiro da RIO URBE, onde permaneceu até 2004.
Dois anos depois, tornou-se Secretário Municipal de Indústria, Comércio, Turismo, Ciência e Tecnologia de Campos dos Goytacazes, onde foi pioneiro com eventos turísticos que ocorrem todo o ano na cidade.